# 中村和夫 (実業家)
中村 和夫（なかむら かずお、1927年3月18日 - 2017年12月2日）は、日本の競走馬生産者、馬主。
北海道新ひだか町（旧三石町）にある有限会社中村畜産代表取締役を務めた。ケイアイファーム取締役で一口馬主クラブのロードホースクラブ元代表の中村伊三美は長男。

## 経歴
1927年、北海道出身。1946年、自営業として木材運搬業を開業し、1953年より家畜商、1964年に中村畜産を設立した。競走馬生産者としては、日本に種牡馬としてミルジョージを導入した人物として知られる。「種牡馬は血統と馬体が良ければ成功する可能性がある」と語り、重賞未勝利の種牡馬ゴールドヘイローから重賞4勝馬のトウケイヘイローを生産した。

## 馬主活動

中村の勝負服

日本中央競馬会（JRA）および地方競馬全国協会（NAR）に登録していた馬主としても知られた。勝負服の柄は緑、桃二本輪、桃袖緑二本輪、冠名には札幌市東区にあるモエレ沼公園に隣接する自らが経営する札幌モエレ健康センター、およびホッカイドウ競馬の存続を願って「燃えろ（れ）」の意味も込めているとされる「モエレ」を用いた。競り市では高額馬も厭わずに落札し、「日高のドン」と呼ばれていたという。またホッカイドウ競馬の衰退による馬産地の影響を危惧し、所有馬の多くをホッカイドウ競馬よりデビューさせていた。
1970年代には、ハギノカムイオーを日隈広吉と、同時期に活躍したサルノキングを猿丸進晤、橋本善吉と共有していた。

## 主な所有馬

### 重賞競走優勝馬
- イーグルシャトー（1986年戸塚記念、1987年ファーストレディー賞、クイーン賞、1988年報知グランプリカップ、クイーン賞、関東盃、東京盃、1989年小倉日経賞、スワンステークス2着）
- グレイドショウリ（1992年東京ダービー、東京王冠賞）
- ブライトサンディー（1995年サファイヤステークス、エリザベス女王杯2着、1996年函館記念）
- モエレエスポワール（2003年札幌2歳ステークス）
- モエレアドミラル（2004年サンライズカップ、北海道2歳優駿）
- モエレトレジャー（2004年しらさぎ賞、戸塚記念、埼玉新聞杯、彩の国浦和記念、2008年摂津盃、姫山菊花賞）
- モエレジーニアス（2005年函館2歳ステークス）
- モエレソーブラッズ（2005年兵庫ジュニアグランプリ、全日本2歳優駿3着）
- モエレビクトリー（2012年道営記念）